# Hôtel Leglas-Maurice
L'hôtel Leglas-Maurice, bâti au XIXe siècle, est situé au no 134 de la rue Paul-Bellamy à Nantes, en France, dans le quartier Hauts-Pavés - Saint-Félix. L'immeuble a été inscrit au titre des monuments historiques par l'arrêté du 10 juillet 2015,.

## Historique
L'hôtel porte le nom de la famille Leglas-Maurice, une dynastie de menuisiers dont la maison fut fondée en 1792. Le plus illustre d'entre eux, François-Pierre Leglas-Maurice, rationalisa l'industrie de l'ameublement à Nantes, et forgea la réputation de cette dernière au-delà des limites du département. Il fut par ailleurs conseiller municipal nantais de 1860 à 1871 ; Conseiller, vice-président et président des Prud'hommes de Nantes de 1855 à 1888 et membre de la Chambre de commerce de Nantes de 1886 à 1895.
François Leglas-Maurice prend la direction de la fabrique familiale en 1848. L'entreprise expose meubles et objets dans des magasins rue de Briord à Nantes. Elle a également deux boutiques à Paris. Les ateliers de fabrication sont installés rue de la Garde-Dieu et rue Saint-Jean. Lors du percement de la rue de Strasbourg en 1872, François Leglas-Maurice est exproprié de ses ateliers et propriété. Il achète une propriété de 2 hectares, située au nord de la ville, sur les hauteurs, au Mont-Goguet, au 96 rue de Rennes. Entre 1873 et 1885, il aménage l'hôtel particulier pour en faire la vitrine de son industrie.
En 1912, son fils Maurice-François Leglas-Maurice et son gendre Léon Jamin reprennent l'entreprise. Elle prend le nom de Leglas-Maurice et Jamin. Elle est considérée comme une des entreprises les plus importantes en ameublement en France. Elle propose du mobilier de série et du mobilier de luxe. Elle équipe les paquebots construits à Nantes et Saint-Nazaire. En 1904, elle emploie 400 personnes. Elle participe à l'exposition universelle de 1900 et celle des arts décoratifs à Paris de 1925. Elle réalise le décor de la salle-à-manger du paquebot Normandie, en 1935.
À la différence des autres industries nantaises comme Amieux, Biette, Brissonneau et Lotz, Cassegrain, Dubigeon, Lefebvre-Utile, Levesque, Say et Saupiquet, l'entreprise Leglas-Maurice et Jamin disparaît après la seconde guerre mondiale.

## Architecture
Sont inscrits aux monuments historiques : l'ensemble des pièces du rez-de-chaussée, avec leurs décors (à savoir vestibule, salle à manger, petit salon néo-Louis XV, salon néo-Louis XVI), les façades et toitures de l'hôtel, y compris les verres peints de l'artiste nantais Antoine Meuret (cad. MS 585, cf. plan annexé à l'arrêté).
L'escalier est éclairé par des vitraux. L'ensemble présente un style néo-renaissance. La salle-à-manger est lambrissée en chêne de Hongrie dans un style Henri II en vogue à l'exposition universelle de 1867. Le plafond est à caissons et présente un décor de grecque, rinceaux et rubans. Le salon présente des glaces rehaussées de médaillon de porcelaine représentant les membres de la famille royale. Le décor de cet hôtel présente le savoir-faire d'une entreprise florissante d'ameublement et le courant éclectique.

## Galerie

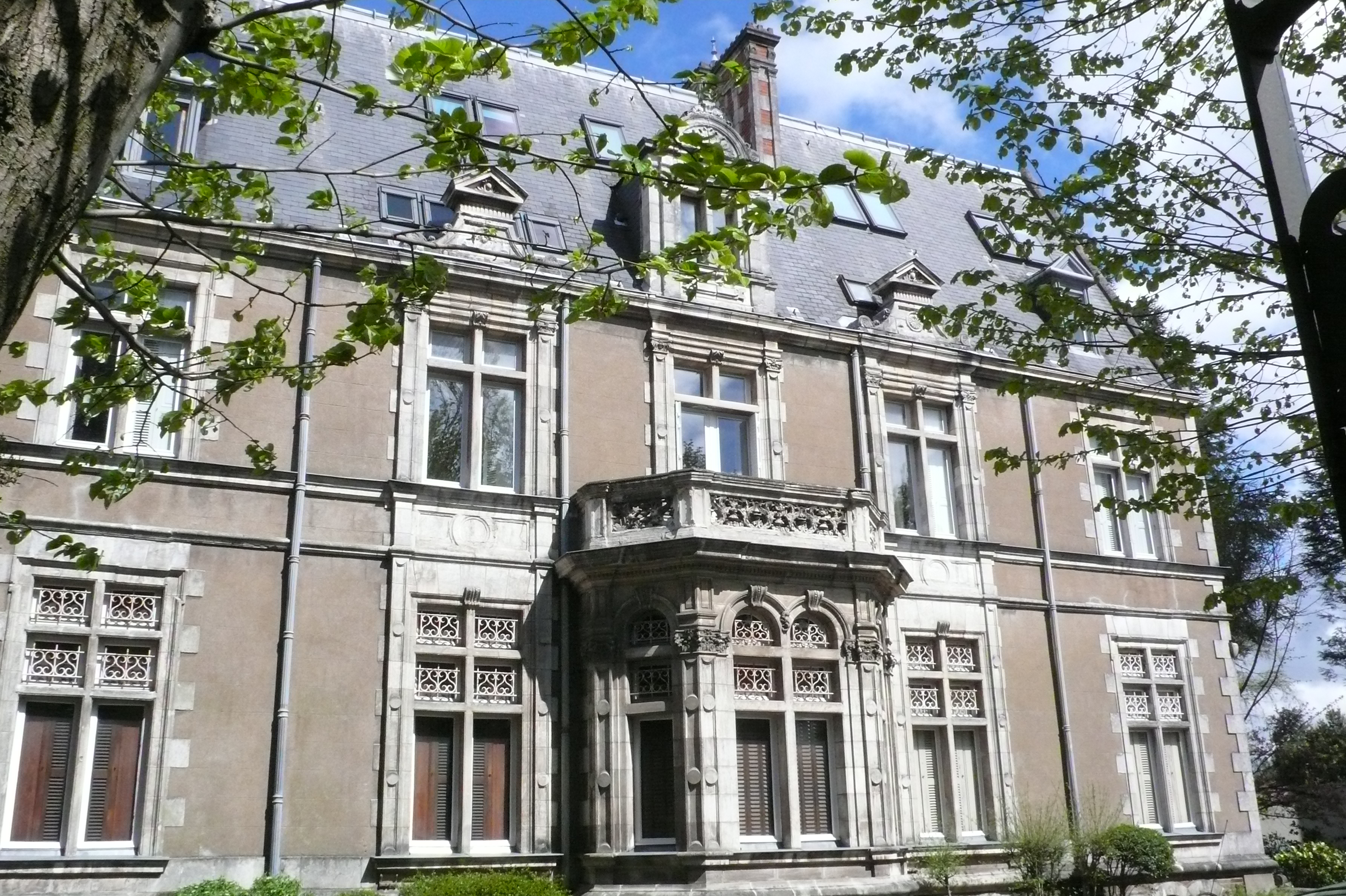
Bow-window du salon
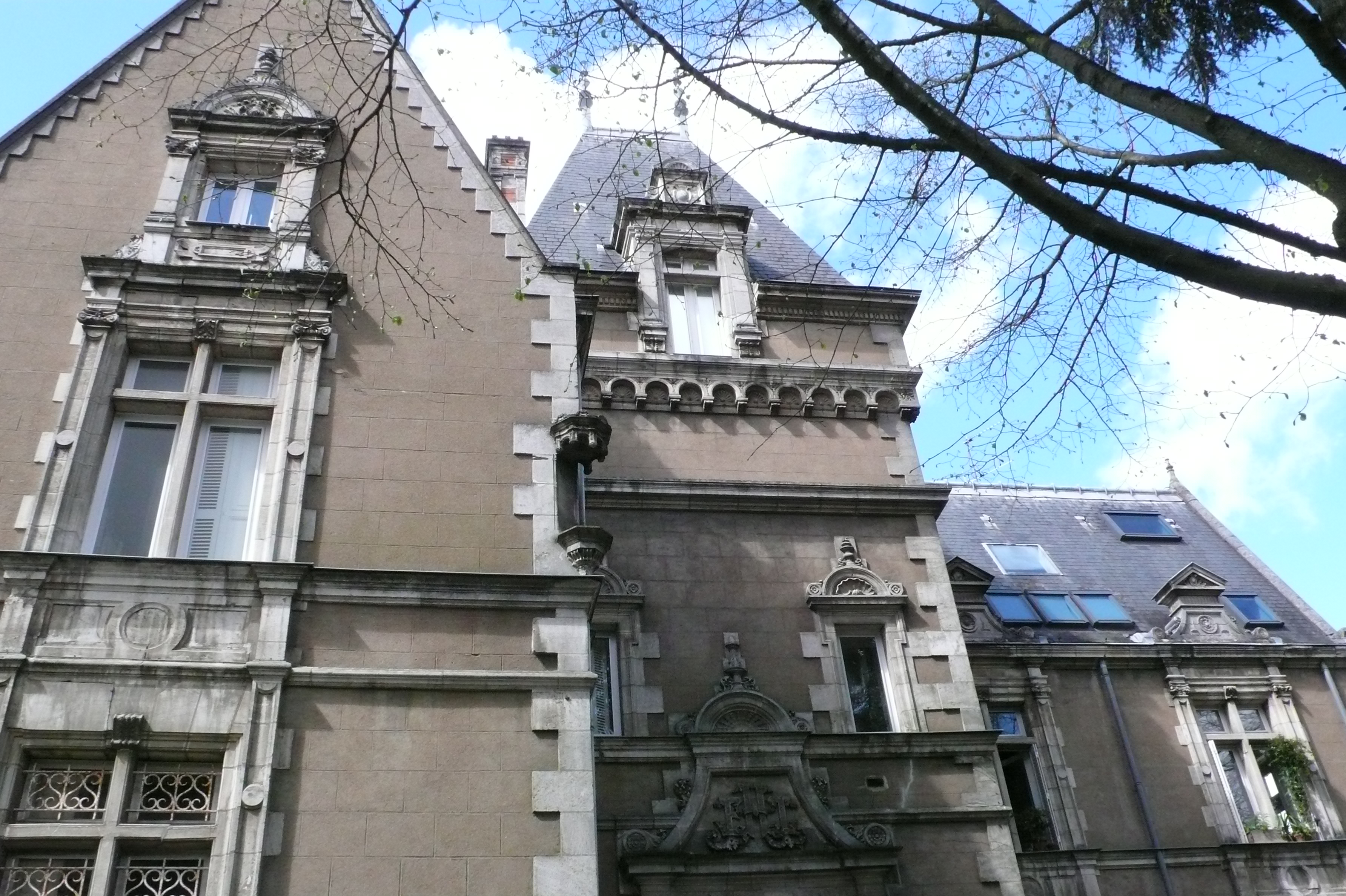
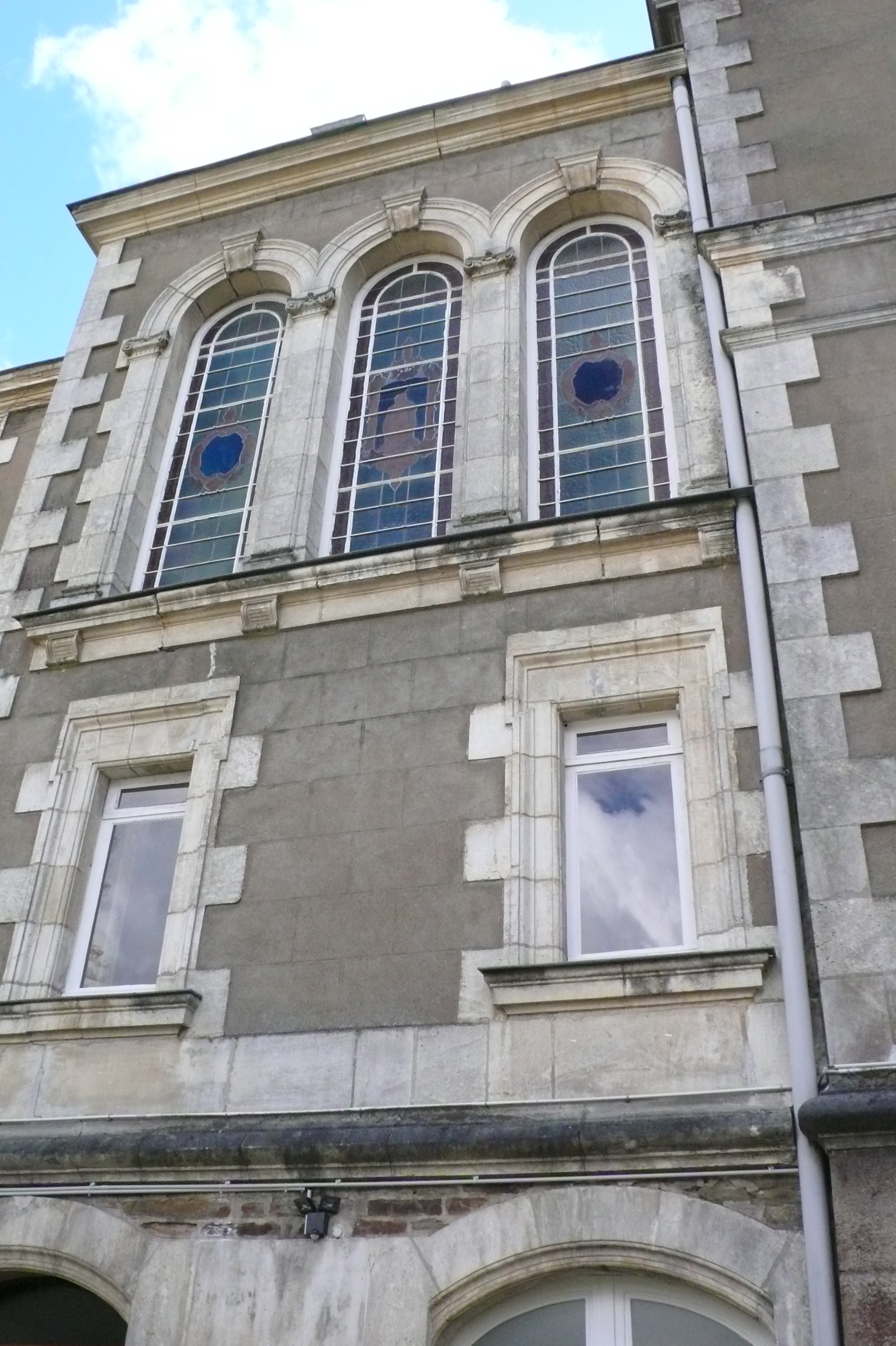
Les vitraux de la salle-à-manger
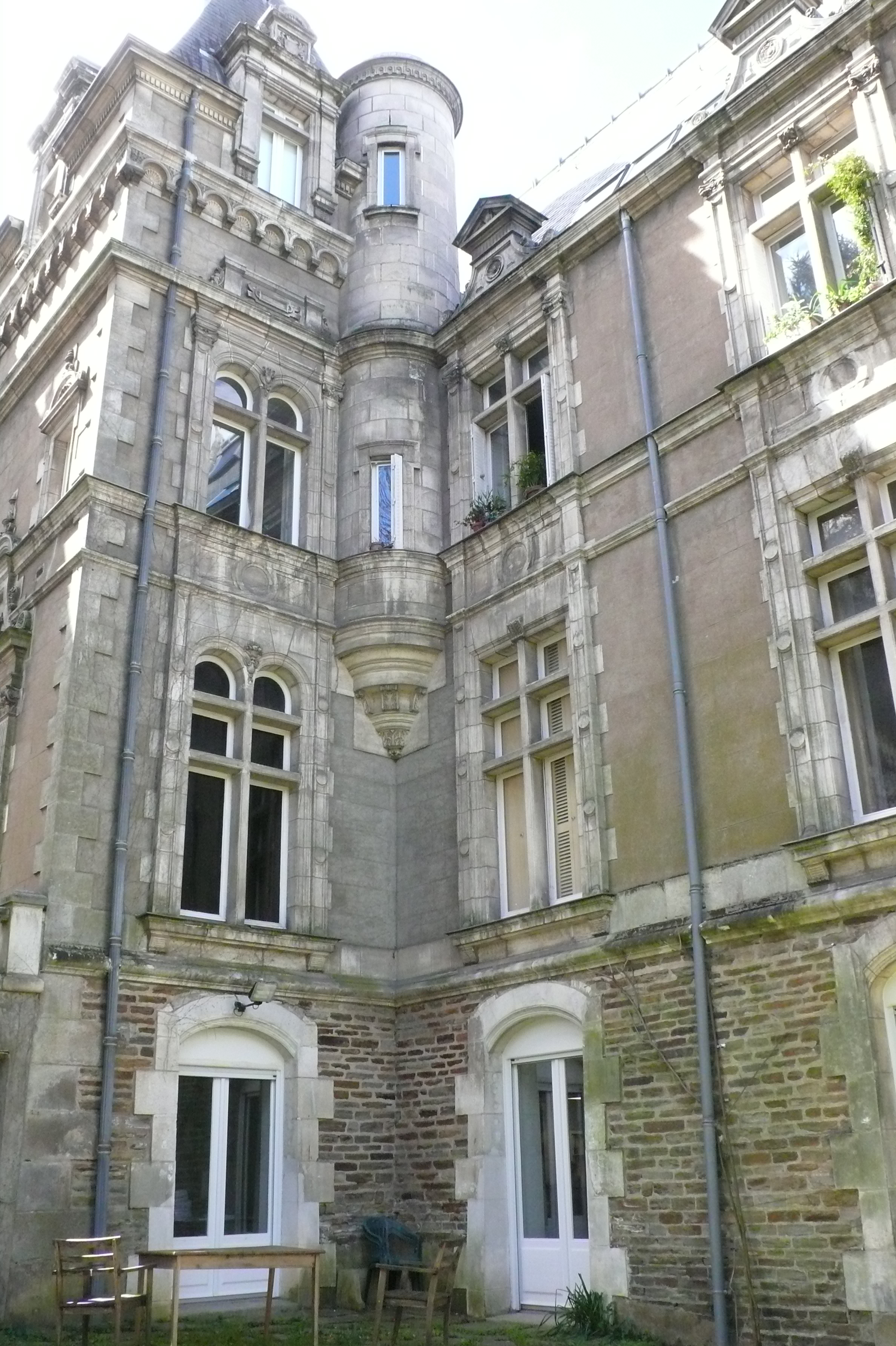
L'escalier
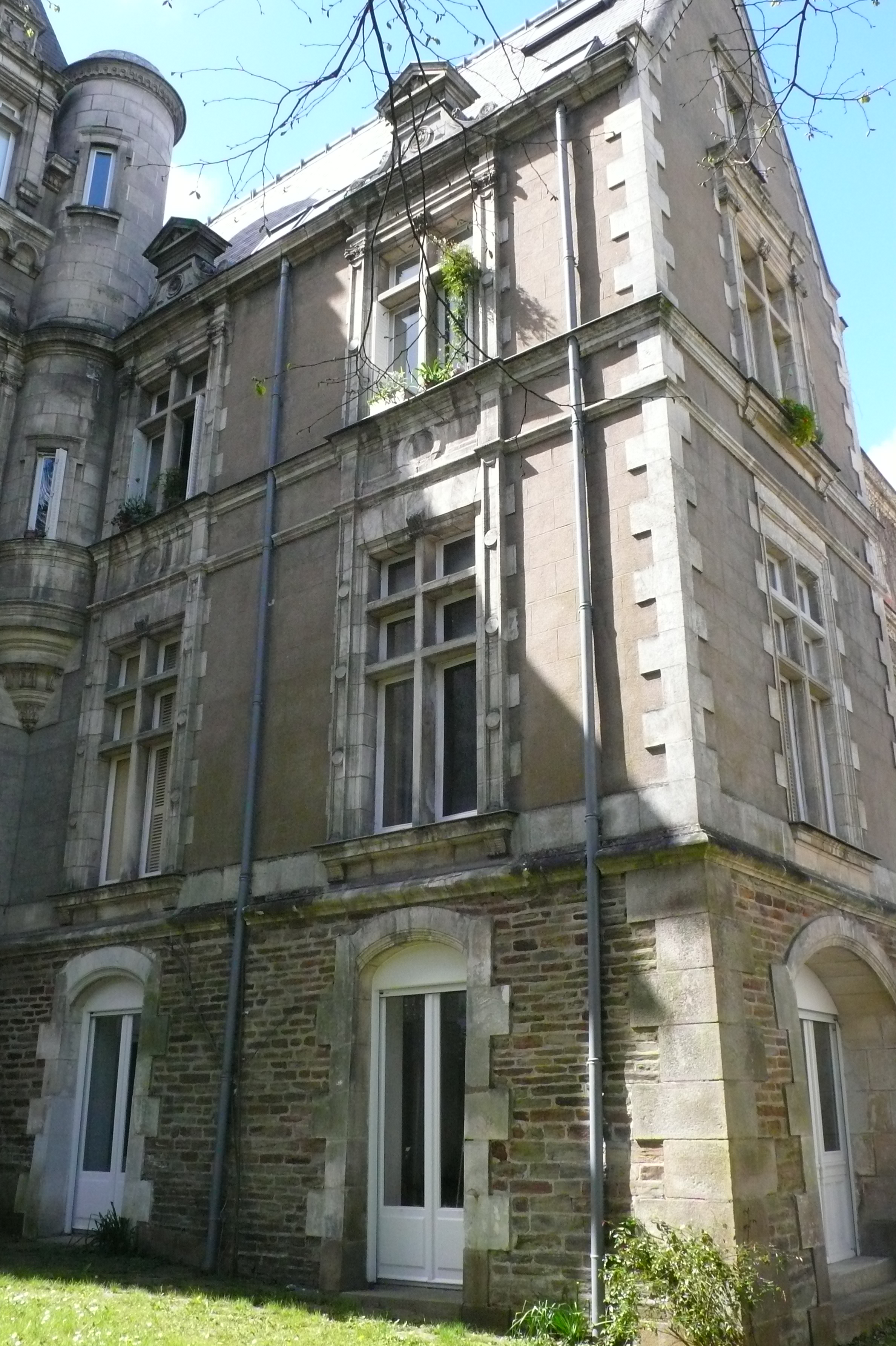
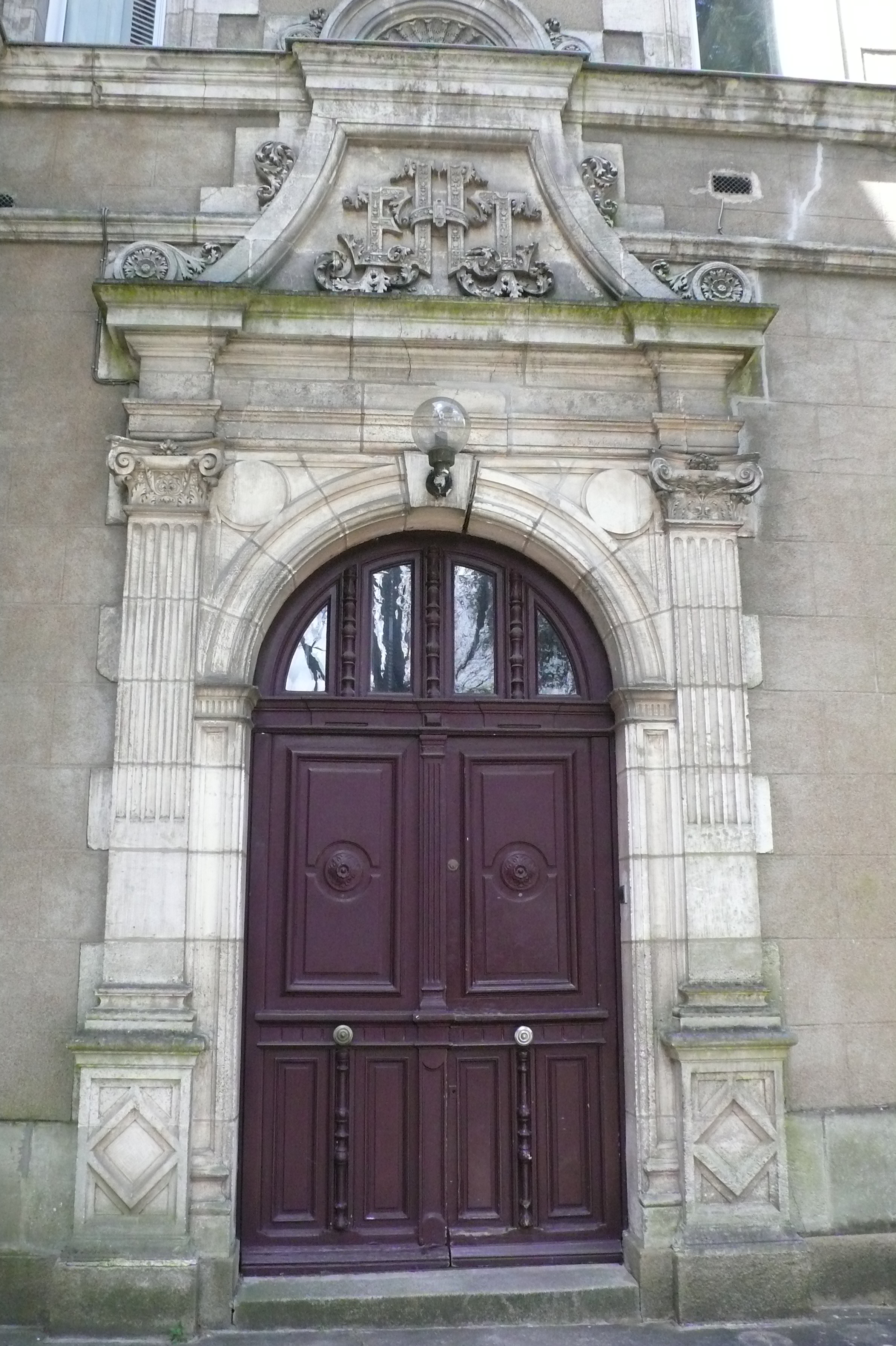
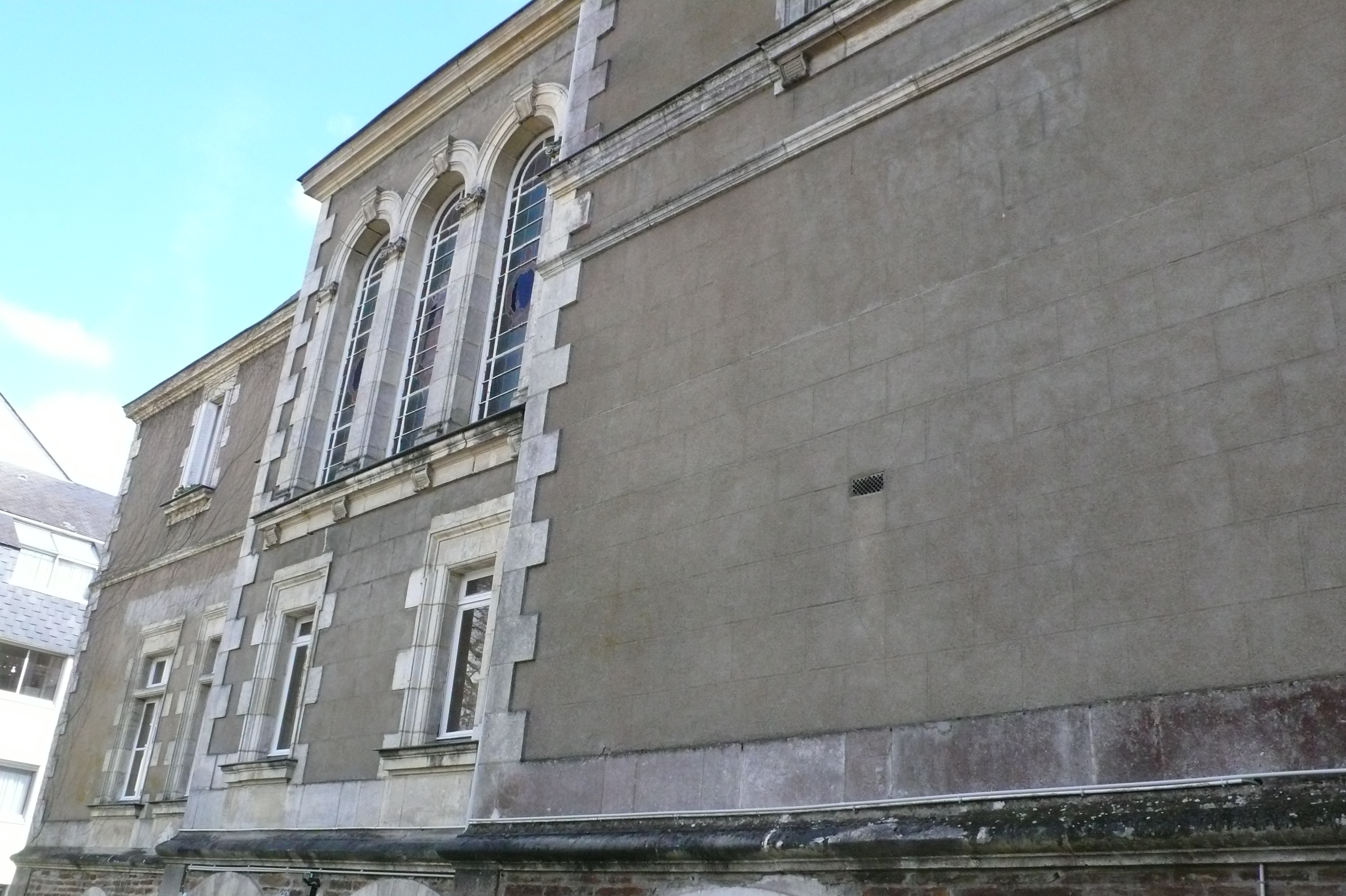
Vitraux de la salle-à-manger